# Anisocampium niponicum
Anisocampium niponicum är en majbräkenväxtart som först beskrevs av Georg Heinrich Mettenius, och fick sitt nu gällande namn av Yea C.Liu, W.L.Chiou och M. Kato. Anisocampium niponicum ingår i släktet Anisocampium och familjen Athyriaceae. Inga underarter finns listade.